# Новокубанка (Акмолинская область)
Новокубанка (каз. Новокубанка) — село в Шортандинском районе Акмолинской области Казахстана. Административный центр Новокубанского сельского округа. Код КАТО — 116843100.

## География
Село расположено на берегу реки Колутон, в центрально-западной части района, на расстоянии примерно 18 километров (по прямой) к западу от административного центра района — посёлка Шортанды.
Абсолютная высота — 325 метров над уровнем моря.
Климат холодно-умеренный, с хорошей влажностью. Среднегодовая температура воздуха отрицательная и составляет около -3,8°С. Среднемесячная температура воздуха в июле достигает +19,9°С. Среднемесячная температура января составляет около -14,7°С. Среднегодовое количество осадков составляет около 420 мм. Основная часть осадков выпадает в период с июня по август.
Ближайшие населённые пункты: село Алтайское — на юге, село Раевка — на востоке.
Близ села проходит автодорога областного значения — КС-4 «Жолымбет — Шортанды — Пригородное».

## История
Поселение было образовано в 1933 году, как одна из 292 производительных лагерные точек Карлага, а именно 34-я точка для депортированных из Украины поляков.
В дальнейшем поселение было преобразовано в колхоз имени 18-летия Казахстана, в состав которого входили сёла Новокубанское и Алтайское. Председателем колхоза был Герой Социалистического Труда Кан Де Хан.

## Население
В 1989 году население села составляло 2178 человек (из них немцы — 37%, русские — 31%).

В 1999 году население села составляло 1810 человек (893 мужчины и 917 женщин). По данным переписи 2009 года в селе проживали 1893 человека (946 мужчин и 947 женщин).
| Численность населения | Численность населения | Численность населения |
| 1989                  | 1999                  | 2009                  |
| --------------------- | --------------------- | --------------------- |
| 2178                  | ↘1810                 | ↗1893                 |

## Инфраструктура
В селе функционируют:
- врачебная амбулатория
- средняя школа
- ясли-сад «Гүлдер»
- сельский досуговый центр
- спортивный комплекс

## Улицы[9][10]
- ул. Абая
- ул. Бейбитшилик
- ул. Кан де хана
- ул. Кенесары
- ул. Колхозная
- ул. Молодежная
- ул. Набережная
- ул. Почтовая
- ул. Речная
- ул. Сакена Сейфуллина
- ул. Степная